# 지방도 제892호선
지방도 제892호선은 전라남도 담양군 용면 용치리에서 용연리를 잇던 전라남도의 지방도이다.
1995년 12월 8일 전라남도 지방도 노선 개편 때 지방도 제792호선으로 통합되었다.

## 연혁
- 1985년 12월 23일 : '정읍 ~ 순창선' 기점을 '담양군 용면 용치리', 종점을 '담양군 용면 용연리'로 명시[1]
- 1990년 7월 9일 : 1992년 12월까지 복흥 ~ 구림간 도로(담양군 용면 용치리 ~ 용연리) 5.225km 구간 확포장공사 계획을 공고[2]
- 1991년 1월 10일 : 담양군 용면 용치리 ~ 용연리 5.225km 구간 도로예정지 해제[3]
- 1995년 12월 8일 : 지방도 제792호선과 통합하면서 '복흥 ~ 동계선'이 됨.[4]

## 주요 경유지
- 담양군
  - 용면 천치재 (해발 347m) - 용치리 - 용치삼거리 - 용연리 - 오정자재 (해발 300m)